# Distretto di Chengdong
Il distretto di Chengdong (城东区S, Chéngdōng QūP) è un distretto della Cina, situato nella provincia di Qinghai e amministrato dalla prefettura di Xining.